# Israel Charles White
Israel Charles White (Condado de Monongalia, 1 de novembro de 1848 – Baltimore, 24 de novembro de 1927) foi um proeminente geólogo e professor norte-americano. 
Graduou-se na West Virginia University em 1872 e fez cursos de pós-graduação em geologia e química pela Columbia School of Mines, tendo recebido o grau de doutor pela Universidade do Arkansas em 1880. Iniciou sua carreira em 1875, como geólogo assistente na Pensilvânia. Em 1877 assumiu a cadeira de geologia na West Virginia University. Foi o primeiro a correlacionar os carvões da Pensilvânia e Ohio e também o primeiro a aplicar a teoria anticlinal para a locação de poços na exploração de petróleo.
Por 30 anos foi geólogo da West Virginia Geological and Economic Survey, tendo sido também seu primeiro diretor. Em 1904, foi contratado pelo governo brasileiro como geólogo chefe da Comissão de Estudos das Minas de Carvão de Pedra do Brasil, cujo objetivo era identificar a potencialidade dos carvões brasileiros e cujo relatório, publicado em 1908, foi um marco para o conhecimento da geologia da Bacia do Paraná.

## Biografia
Israel Charles White nasceu em 1848. Era filho de Michael White e Mary Anne Russel, e passou sua infância em uma fazenda em Morgantown, Virgínia Ocidental. Israel White teve um irmão, o senador H. S. White. Após sua graduação casou-se com Emma Shay, uma professora escolar de Morgantown. Ambos trabalharam na escola da cidade durante os dois primeiros anos do casamento. Desta união tiveram uma filha, Emma White, que faleceu poucos anos antes do pai. Emma Shay faleceu em 24 de novembro de 1874.
Em dezembro de 1878 White casou-se novamente, com Mary Moorehead, de New Castle, Pensilvânia, e que faleceu pouco anos antes de White. Desta união nasceram quatro filhos: Claude White Maxwell, H. P. White Brightwell, Charles White, agente da New York Central Lines de Nova Iorque e Gerturde White Wise.

## Carreira
Israel White foi um cientista líder em sua área, do final do século XIX ao início do século XX, sendo que a geologia foi a ciência a que devotou toda sua vida e na qual construiu sua carreira e fortuna. Entrou na Universidade da Virgínia Ocidental, em Morgantown, no ano de instituição desta universidade, 1867, tendo se graduado em 1872. Em 1874 recebeu seu grau de mestre pela mesma universidade. Fez cursos de pós graduação em geologia e química pela Columbia School of Mines, de Nova Iorque, de 1875 a 1876 e em 1880 recebeu o grau de doutor pela Universidade do Arkansas.
Sua primeira experiência profissional foi como geólogo assistente na Pensilvânia, de 1875 até 1884. Foi designado professor de geologia da Universidade da Virgínia Ocidental em 1877. De 1884 a 1888 foi geólogo assistente do United States Geological Survey. Por trinta anos foi geólogo da West Virginia Geological and Economic Survey, localizada em Morgantown, de 1897 até sua morte, tendo sido seu primeiro diretor. Durante este tempo dirigiu e supervisionou o mapeamento topográfico do estado e a publicação de relatórios que cobriram todos os seus depósitos minerais. A Virgínia Ocidental era, na época da morte de White, um dos poucos estados dos Estados Unidos com uma documentação tão completa nesta área.
Foi o primeiro a correlacionar os carvões da Pensilvânia e Ohio e, em 1882, reconheceu-os como pertencentes à Formação Salina. Em 1885, Israel White propôs uma teoria na qual o petróleo tende a acumular sob grandes estruturas convexas de rochas, conhecidas como anticlinais, The Anticlinal Theory, provavelmente seu maior feito como cientista. Insistiu que a teoria fosse testada na Virgínia Ocidental, sendo que a descoberta e desenvolvimento do campo de petróleo de Mannington, em 1888, comprovou a teoria e convenceu a indústria petrolífera de sua importância. Este fato redirecionou toda a indústria e criou uma grande demanda pelos seus serviços, na locação e definição de regiões propícias para depósitos petrolíferos. Com seu uso, houve um aumento dramático na descoberta de novas jazidas de petróleo.

### Produção científica e participação em sociedades científicas
White foi membro da American Philosophical Society e da American Association for the Advancement of Science e publicou artigos em periódicos de ambas sociedades, além do American Journal of Science. Foi um dos fundadores, em maio de 1908, da The Association of American State Geologists (AASG), sendo um dos oradores da conferência de fundação.
Escreveu intensivamente sobre suas descobertas e teorias, incluindo uma longa lista com oito volumes de relatórios da Pensilvânia, U.S. Bulletin 65 sobre "The Stratigraphy of the Appalachian Coal Field", cinco volumes sobre a Virginia Ocidental, incluindo "Petroleum and Natural Gas" "Coal" e "Levels and Coal Analyses". Sua palestra "The Waste of Our Fuel Resources" administrada durante a primeira conferência do Governo federal, na Casa Branca, foi uma das mais proeminentes do encontro. Publicou o famoso artigo "The Geology of Natural Gas", na Science 5:521-552.
Foi extensivamente premiado por seus estudos científicos. Foi presidente da American Association of State Geologists, vice-presidente da American Association for the Advancement of Science, presidente do West Virginia Board of Trade, tesoureiro da Geological Society of America, além de ter sido membro em muitas outras organizações. Foi delegado da International Geological Conference, em São Petersburgo, Rússia, em 1891 e em Paris em 1900.

### Trabalho no Brasil
Em 1904, o Governo Brasileiro criou a Comissão de Estudos das Minas de Carvão, cujo objetivo era identificar a potencialidade dos carvões brasileiros, frente à crescente necessidade de recursos energéticos do pais. Israel White foi designado chefe da comissão e trabalhou dois anos junto com uma equipe de técnicos brasileiros e estrangeiros, no mapeamento das jazidas de carvão da Bacia do Paraná. A publicação do seu relatório, em 1908, em inglês e português, e que ficou conhecido como "Relatório White", foi um grande marco para o conhecimento da geologia da Bacia do Paraná.
As denominações introduzidas por ele para a designação das unidades geológicas desta bacia ficaram consagradas, tendo sido pouco modificadas na sua concepção ao longo dos tempos, sendo considerado o “marco zero” na sistematização estratigráfica da mesma. Por outro lado, o trabalho de White documenta um precioso conteúdo científico no campo da Paleontologia: o reconhecimento da ocorrência de restos fósseis de Mesosaurus brasiliensis em estratos permianos do "Schisto preto de Iraty". Mais importante ainda, White correlacionou e propôs a equivalência das diversas unidades estratigráficas e conteúdo fossilífero da Bacia do Paraná com a Bacia do Karoo, na África do Sul, bem como com a região de Gondwana, na Índia, e citou como
| “ | grande probabilidade da hypothese que admitte que os continentes meridionaes, devem ter estado unidos, durante os períodos Permiano e Triássico, por grande porção de terras, agora submersas, a que Suess denominou "Terra Gondwana". | ” |

A coluna estratigráfica estudada por White na Rodovia SC-438, entre os municípios de Lauro Müller e Bom Jardim da Serra, no estado de Santa Catarina, Brasil, é considerada uma coluna geológica clássica do antigo supercontinente Gondwana no Brasil e foi denominada de "Coluna White" em sua homenagem. Em 2008, durante a realização do 44º Congresso Brasileiro de Geologia, foi comemorado os 100 anos de publicação do Relatório White.

## Morte
Israel White morreu em um hospital em Baltimore, em 24 de novembro de 1927, aos 79 anos, depois de passar por uma pequena cirurgia dois dias antes. Deixou viúva sua terceira esposa, Julia Postgen Wildman, que tinha dois filhos de um casamento anterior.